# Wagniskosten
Wagniskosten sind in der Betriebswirtschaftslehre jene Kosten, die nach Höhe und Zeit nicht voraussehbar sind und bei nicht versicherten Betriebsrisiken im Zusammenhang mit der Produktion auftreten.

## Allgemeines
Wagniskosten fallen als Kostenart im Zusammenhang mit dem kalkulatorischen Einzelwagnis an und sind damit kalkulatorische Kosten. Das allgemeine Unternehmerwagnis dagegen ist nicht Bestandteil der kalkulatorischen Wagniskosten; es ist über den Gewinn abgegolten. Es dürfen nur solche Kosten als Einzelwagnisse berücksichtigt werden, die nicht durch Versicherungen abgedeckt sind oder die von der Versicherung nicht vergütet werden (wie die Selbstbeteiligung).

## Arten
Zu den wichtigsten kalkulatorischen Wagnissen gehören das Anlagenwagnis, Bestandswagnis (Lagerrisiko), Forschungs- und Entwicklungswagnis, Produktions- und Ausschusswagnis, Wechselkursrisiko sowie das Gewährleistungswagnis. Die hieraus resultierenden Schäden oder Wertminderungen werden in der Kostenrechnung als Wagniskosten berücksichtigt.

## Kostenrechnung
Eingetretene Schäden aus Einzelwagnissen werden in der Kostenrechnung als neutraler Aufwand verbucht. Sodann werden zur Schaffung eines Ausgleichs (quasi als Selbstversicherung) aufgrund von Erfahrungswerten normalisierte Wagniskosten angesetzt. Wagniskosten können auch als prozentualer Aufschlag auf andere Kostenarten berücksichtigt werden, beispielsweise das Bestandswagnis (Diebstahl, Verderb) als Aufschlag auf die Materialkosten.